# Leucauge badiensis
Leucauge badiensis är en spindelart som beskrevs av Roewer 1961. Leucauge badiensis ingår i släktet Leucauge och familjen käkspindlar.
Artens utbredningsområde är Senegal. Inga underarter finns listade i Catalogue of Life.